# خوليان روميا بارا
جوليان روميا بارا (سرقسطة، 1848 - مدريد، 1903) كان كاتبًا مسرحيًا، وملحنًا، ومغنيًا، وممثلًا إسبانيًا. والد الممثل ألبرتو روميا، وابن شقيق جوليان روميا يانغواس.

## السيرة الذاتية
وُلد في سرقسطة عام 1848.وكان ابنًا للممثلين ماريانو روميا يانغواس وترينيداد بارا نافارو.بالإضافة إلى كونه كممثل، فقد اشتهر بأنه ممثل كوميدي في زارزويلا وساينيتس.تدرب مع عمته ماتيلد دييز وقام بجولة في أمريكا وإسبانيا. كمؤلف نصوص أوبريت، من الأعمال التي يمكن ذكرها: «ابنة باربا» (1894)، و«عرّاب الطفل أو كل شيء من أجل الفن» (1896)،السيد خواكين (1898)و"لا تيمبرانيكا" (1900)، التي عُرضت لأول مرة في مسرح زارزويلا بمدريد. ومن بين أعماله الموسيقية، تُعدّ "لا هيجا ديل باربا" (ابنة اللحية) المذكورة سابقًا جديرة بالملاحظة. نيينا بانشا» (1886) و«الثانية تِبلي» (1890)، وقد كُتبت هاتان القطعتان الموسيقيتان بالتعاون مع خواكين بالفيردي دوران.

## الاعمال(المختارات)
كمؤدٍ (ممثل ومغنٍ):
أغنية لولا (La canción de La Lola)
الظل الطيب (La buena sombra) – من تأليف الأخوين ألفاريث كينتيرو
رقصة لويس ألونسو (El baile de Luis Alonso)
كمؤلف (كاتب مسرحي):
إلى جانب الأعمال المذكورة سابقًا، يمكن الإشارة إلى:
وجبات الغداء والعشاء (Almuerzos y comidas)
أمور تافهة (Quisquillas)
من قادش إلى الميناء (De Cádiz al Puerto)
بين صهريْن (Entre dos yernos)
المتوفى تووبينيل (El difunto Tuopinel)
من أصحاب القبعات ذات الريش (De picos pardos)
صراع بين إنجليزييْن (Conflicto entre dos ingleses)